# نوشهر
نوشهر (به مازندرانی: نوشَر) از شهرهای استان مازندران ایران است. جمعیت این شهر بر طبق سرشماری سال ۱۳۹۵، برابر با ۴۹٬۴۰۵ نفر بوده است.
مردم نوشهر از قومیت تات هستندو به زبان تاتی مازندرانی به گویش تاتی کجوری که به گویش مردم شهرستان نور و چالوس شباهت دارد تکلم می‌کنند.
بخش کجور از توابع شهرستان نوشهر است که یک بخش تاریخی است و در گذشته پایتخت سرزمین کهن رویان بود که متشکل از شهرستان نور، نوشهر، چالوس، عباس‌آباد، تنکابن و گاهی مرز غربی آن تا رودسر ادامه می‌یافت و پادوسبانیان در آنجا حکومت می‌کرد. در دوران نزدیکتر به عصر حاضر نوشهر قسمتی از منطفه محال ثلاث بوده است، محال ثلاث نام ولایتی در غرب مازندران بود. نخستین بار ناحیتی با نام محال ثلاث در زمان صفویه شکل گرفت که به محال ثلاث نور نیز شهرت داشت. این محال ثلاث شامل نواحی نور و کجور و کلارستاق می‌شد که شامل شهرستان نور و شهرستان نوشهر و شهرستان چالوس و شهرستان کلاردشت می‌شد و مرکز آن شهر یوش بود. دومین بار ناحیتی به نام محال ثلاث در دوران قاجار در مازندران شکل گرفت. این محال ثلاث شامل نواحی کجور، کلارستاق و تنکابن می‌شد که امروز شهرستان نوشهر، شهرستان چالوس، شهرستان کلاردشت، شهرستان عباس‌آباد، شهرستان تنکابن و شهرستان رامسر می‌شد و مرکز آن شهر خرم‌آباد دطبرستان بندر فرودگاه دانشگاه علوم و فنون دریایی امام خمینی مازندران

## تاریخچه

### وجه تسمیه
نوشهر، به ترتیب قدمت نام برگرفته از واژگان منوش، نوش و نوشه ده است.
در زمان پهلوی اول، با تأسیس بندر و ایجاد ارتباطات تجاری با کشورهای دیگر، این شهر ساختاری جدید پیدا کرد و نام آن نوشهر شد.

### پیشینه

ساخت بندر نوشهر از سال ۱۳۰۹ تا ۱۳۱۸

در بندهشن از کوه منوش و سی‌سنگان به‌عنوان تختگاه منوچهر پیشدادی یاد شده است. در روایتی جدیدتر از ظهیرالدین مرعشی در کتاب تاریخ طبرستان و رویان و مازندران، از نوشه‌ده واقع در رویان به‌عنوان تختگاه منوچهر پیشدادی یاد شده است.
شهرستان نوشهر در طول تاریخ دارای دو بخش کوهستانی و جلگه‌ای بود که به بخش کوهی کجور و بخش دَشتی کجور معروف بود و در طول تاریخ جزوی از شهر کهن رویان به پایتختی کجور بود که شامل شهرهای فعلی شهرستان نور، نوشهر و چالوس بود و سلسله پادوسبانیان بر آن مناطق حکمرانی می‌کرد.
قدیمی‌ترین نام به‌یاد مانده از شهر نوشهر سنگ تجن می‌باشد. در زمان قاجار نام این منطقه به خاچک یا خواچک تغییر نام پیدا کرد که در نقشه‌ای کتبی ثبت شده است. نوشهر در گذشته حسب دوره‌های متعدد تاریخی نام‌های مختلفی داشت؛ از جمله حبیب آباد. این نام برگرفته از نام حبیب‌الله خان، حاکم قاجاری منطقه بود. سپس نام آن به دهنو تغییر یافت.
آغاز شکل‌گیری نوشهر از روستای گردکل و منطقه شهر پشت بوده است که در مجاورت رودخانه گردکل در شمال مسیر راه سرتاسری کناره قرار داشته است. در زمان قاجار به لحاظ نزدیک بودن این روستا به دریا و مناسب بودن ساحل آن جهت پهلوگیری شناورهای تجاری مورد توجه شخصی بنام خاچیک قرار گرفت؛ و این منطقه محل مناسبی برای مبادله و حمل و نقل کالا میان ایران و روسیه شوروی و سبب رونق فعالیت‌های مختلف اقتصادی گردید. پس از مدت زمانی مورد توجه حبیب‌اله خان سردار خلعتبری قرار گرفت که بجهت آغاز فعالیت‌های عمرانی به حبیب آباد معروف شد سپس به دهنو و در سال ۱۳۱۸ هجری شمسی و در زمان پهلوی اول با ایجاد بندر نوشهر و یک سلسله اقدامات عمرانی با هویت شهری در کنار بافت روستائی به نوشهر تغییر نام یافت؛ بنابراین علل عمده استقرار و پیدایش شهر نوشهر در این منطقه را می‌توان وجود رودخانه‌های متعدّد، نزدیکی آن به دریا، کوتاه بودن فاصله‌اش به تهران و موقعیت مناسب ساحل آن برای پهلوگیری شناورهای تجاری و حاصلخیزی اراضی اطرافش دانست. از روستاهای زیبا و توریست پذیر در این شهرستان، روستاهای لتینگان، کشک‌سرا، مزگاه، کجور، بندپی و چلک علیا و روستای تاریخی حیرت، روستای صلاح الدین کلا و پارک جنگلی سیسنگان است.

### دوران باستان

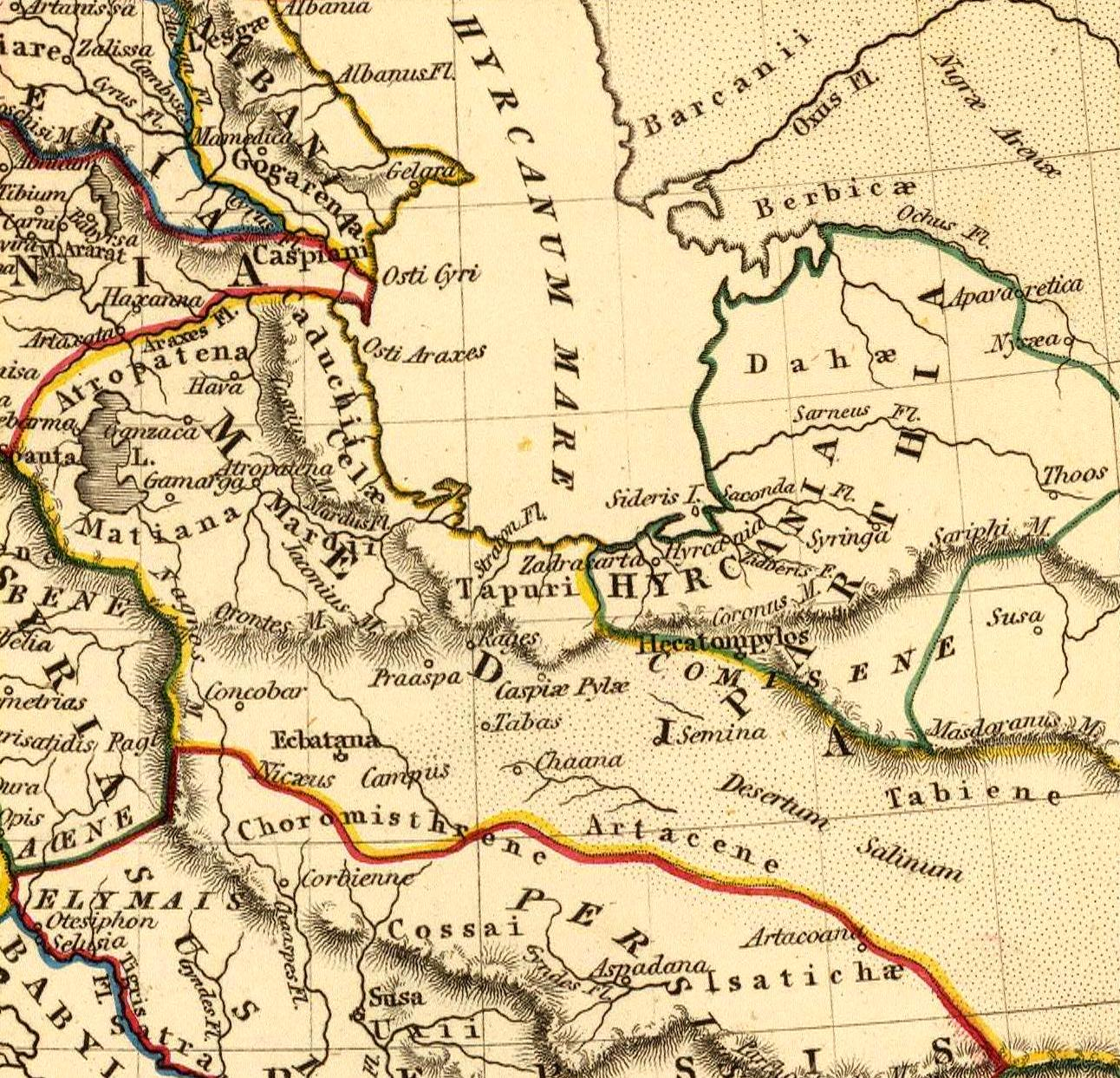
موقعیت تپورها در قرن دوم قبل از میلاد، از شرق سپیدرود تا اسرم هیرکانیا

استان مازندران پیش از اسلام تپورستان (به پهلوی: ) نامیده می‌شد که برگرفته از نام قوم تپوری (به یونانی: Τάπυροι) می‌باشد که پس از اسلامقوم طبری نام گرفتند و سرزمینشان طبرستان نامیده شد.
به اعتقاد مورخان آماردها نخستین سکنه باستانی مازندران بودند و آماردها از آمل تا تنکابن و تپورها از آمل تا گرگان سکونت داشتند. در عصر هخامنشی در کرانه جنوبی دریای مازندران اقوام، تپوری، آمارد، آناریاکه و کادوسی سکونت داشتند. مورخان آماردها را به مردمان داهه و سکایی و پارسی پیوند داده‌اند.
هرودوت از قبیله مارد (mardes) در کنار دائی‌ها (daens)، دروپیک‌ها (dropiques)، و ساگارتی‌ها (sagarties) به عنوان پارس‌های کوچنشین و صحراگرد یاد کرده است. پلینیوس مورخ یونانی محل آماردها را قسمت شرقی مارگانیا شناسایی کرده است. استرابون(۶۳ ق. م) قوم آمارد را در کنار اقوام تپوری، کادوسی و کرتی به عنوان اقوام کوهستان نشین شمال کشور یاد می‌کند. استرابو می‌نویسد: تمام مناطق این کشور به استثنای بخشی به سمت شمال که کوهستانی و ناهموار و سرد است و محل زندگی کوهنشینانی به نام کادوسی (Cadusii) و آماردی (Amardi) و تپوری (Tapyri) و کرتی (Cyrtii) و سایر مردمان دیگراست، حاصلخیز است.
به گفته واسیلی بارتلد تپوری‌ها در قسمت جنوب شرقی ولایت سکونت داشتند و در قید اطاعت هخامنشیان درآمده بودند و آماردها مغلوب اسکندر مقدونی و بعد مغلوب اشکانیان شدند و اشکانیان در قرن دوم ق.م. آنها را در حوالی ری سکونت دادند و اراضی سابق آماردها به تپوری‌ها اهدا شد و بطلمیوس در شرح دیلم یعنی قسمت شرقی گیلان در ساحل بحر خزر در آن زمان از تپوری‌ها نام می‌برد.به گفته یحیی ذکا در «کاروند کسروی» آورده است: آماردان یا ماردان، در زمان لشکر کشی اسکندر مقدونی به ایران، این تیره در مازندران نشیمن می‌داشتند و آن هنگام هنوز قبایل تپوران به آنجا نیامده بودند. به گفته مجتبی مینوی قوم آمارد و قوم تپوری در سرزمین مازندران می‌زیستند و تپوری‌ها در ناحیه کوهستانی مازندران و آماردها در ناحیه جلگه‌ای مازندران سکونت داشتند. در سال ۱۷۶ ق. م فرهاد اول اشکانی قوم آمارد را به ناحیه خوار کوچاند و تپوری‌ها تمام ناحیه مازندران را فرو گرفتند و تمام ولایت به اسم ایشان تپورستان نامیده شد. سرزمین لنگا و تنکابن بخشی از سرزمین دو قوم تپوری و آمارد بود.

### رویان طبرستان

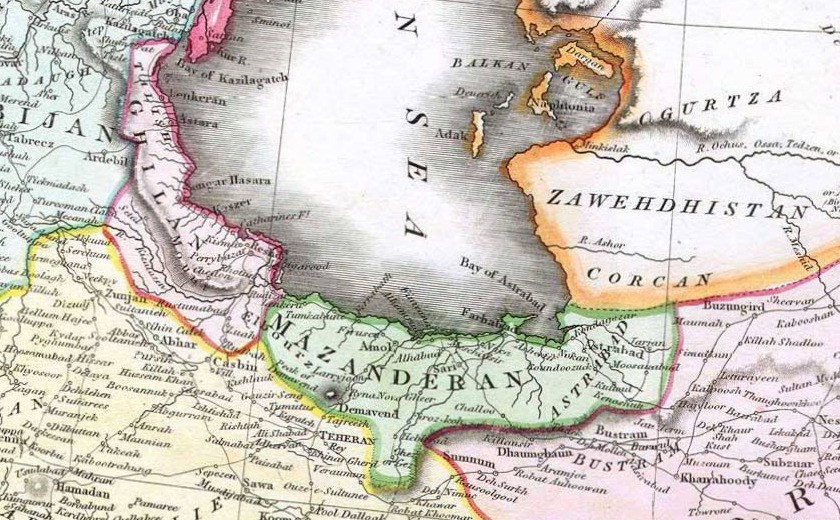
نقشه قدیم مازندران ۱۸۱۴ میلادی

شهرستان نوشهر در گذشته بخشی از رویان محسوب می‌شد. از رویان به عنوان یکی از شهرها و نواحی طبرستان یاد شده است. شهرهای آمل، چالوس، کلار، سعیدآباد و رویان جزئی از سرزمین قوم تپوری بودند. مازندران بخشی از تپورستان است و شهرهای آمل، ساری، کجور و کلاردشت از مراکز تاریخی طبرستان محسوب می‌شدند. رویان به سرزمینی آباد در غرب مازندران گفته می‌شد که شامل بخش‌های کجور، کلارستاق، لنگا، تنکا، سختسر، هوسم، الموت، طالقان، لورا، ارنگه، رودبار قصران و لارقصران می‌شد. رویان از شهرهای قدیم و تاریخی و بومی خطه طبرستان بوده است. بطوریکه بزرگ‌ترین شهر طبرستان در دشت آمل و بزرگ‌ترین شهر طبرستان در کوهستان رویان بوده است. رویان در اوایل قرن هفتم با عنوان استندار یا استنداران و سپس رستمدار خوانده شده است؛ که حدود رستمدار کاملاً قابل انطباق با حدود خاک رویان بوده و شهر قدیم کجور (به فاصله سه کیلومتری از شهر جدید کجور و در دامن کوه) از شهرهای معظم آن بوده است. یاقوت حموی، رویان را کرسی منطقه کوهستانی طبرستان و آمل را کرسی منطقه جلگه ای و اراضی پست ساحلی یاد کرده و قید نموده که در رویان ساختمان‌های خوب و باغستان‌های پر میوه وجود داشته و نزدیک رویان (یا کلار) شهر سعید آباد واقع است. ابن فقیه همدانی، رویان از کوره‌های طبرستان است و از شهرهای رویان: چالوس، لارز، شرز و بذشوارجر است.در کتاب حدود العالم من المشرق الی المغرب که به سال ۳۷۲ قمری تألیف شده است چنین آمده که قسمتی از طبرستان سلطانی جداگانه به نام «استندار» داشت و شهرهای ناتل و چالوس و روذان(= رویان) و کلار جزء این قسمت بود. عبدالمومن که کتاب مراسد الاطلاع خود را در سال ۷۰۰ قمری می‌نوشت پس از ضبط اعراب کلمه می‌نویسد این نام بر شهر و کوره وسیعی از خاک طبرستان اطلاق می‌شود. این شهر بزرگ‌ترین شهر کوهستانی طبرستان است و حدود خاک آن به کوه‌های ری می‌رسد.

### موقعیت در طبرستان
از رویان به عنوان یکی از شهرها و نواحی طبرستان یاد شده است.
ابن رسته مورخ قرن سوم، طبرستان از جانب مشرق به گرگان و قومس و از طرف مغرب به دیلم و از طرف شمال به دریا و از طرف جنوب به به بعضی از نواحی قومس و ری محدود می‌شود. به گفته ابن رسته مراکز و بخش‌های طبرستان چهارده تا است و خورهٔ آمل که کرسی و مرکز آن ناحیت است و شهرهایش عبارتند از: ساری و اسرم و مامطیر و تُرنجه و روُبست و مرارکدیه (کدح) و مِهروان و طَمیس و تَمار و ناتل و شالوس (چالوس) و رویان و کلار.
اصطخری می‌نویسد: آمل، ناتل، سالوس (چالوس)، کلار، رویان، برجی، چشمهٔ‌الهم، ممطیر، ساری، اسرم، مهروان، لمراسک و تمیشه در شمار طبرستان است.
ابن حوقل در وصف طبرستان می‌نویسد: بزرگ‌ترین شهر طبرستان شهر آمل و در زمان ما حاکم نشین آنجاست. از پلور تا آمل یک منزل است و از آمل به شهر میله دو فرسخ و از میله تا تریجی دو فرسخ و از تریجی به اسرم ساری یک منزل و از اسرم ساری تا استرآباد چهار منزل و از استرآباد تا گرگان دو منزل راه است و از آمل تا ناتل یک منزل و از ناتل تا چالوس یک منزل و به سمت دریا تا عین الهم یک منزل است. ابن حوقل می‌نویسد: شهرهای آمل، شالوس (چالوس)، کلار، رویان، تریجی، عین الهم، مامطیر، اسرم، ساریه و طمیسه جز ولایت طبرستان است.
مقدسی نیز در احسن التقاسیم فی معرفة الاقالیم «جرجان، طبرستان، دیلمان و جیلان» را در اقلیم پنجم عالم معرفی کرده است. مقدسی همچنین طبرستان را دارای کوه‌های بسیار و باران فراوان، وصف کرده و آمل را مرکز طبرستان و چالوس، مامَطیر، تُرنجَه، ساریه، اسرم، تمیشه را از شهرهای طبرستان دانسته است.
به نقل از حدود العالم تمیشه، لمراسک، اسرم، ساری، مامطیر، تریجی، آمل، الهم، ناتل، رودان، چالوس و کلار در شمار طبرستان هستند. به گزارش مؤلف حدود العالم ناتل، رودان، چالوس و کلار شهرک هایی‌اند اندر کوه و شکستگی‌ها و این ناحیتی است هم از طبرستان و لکن پادشاهی دیگر است و پادشاه آن استندار خوانند.
ابوالقاسم بن احمد جیهانی در کتاب اشکال‌العالم می‌نویسد: از شهرهای طبرستان: آمل، ناتل، سالوس (چالوس)، کلارودان، عین‌الهم، مامطیر، ساری، اسرم، تمیشه، استرآباد، جرجان، آبسکون و دهستان است. راه آمل به دیلم، آمل تا ناتل از آنجا تا سالوس و از آنجا تا کلار و از آنجا تا دیلم است. رابینو می‌نویسد: وسعت دیلم تا بیش از یک منزلی مغرب ناحیه کلار طبرستان نبوده است. حمزه اصفهانی مورخ قرن سوم در کتاب سنی ملوک الارض و الانبیا می‌نویسد: طبرستان دارای کوره‌های بسیار بود که یکی از آنها سرزمین دیلم است و ایرانیان دیلمیان را کردهای طبرستان می‌نامیدند چنان‌که عربان مردم عراق را کردهای سورستان می‌خواندند.
ابن اسفندیار طبرستان را از شرق تا غرب، محدود به دینارجاری تا ملاط دانسته، که معادل تقریبی جرجان و رودسر کنونی هستند. ابن اسفندیار در کتاب تاریخ طبرستان از شهرهای طبرستان که دارای جامع و مصلی بودند چنین نام می‌برد: به هامون آمل، ساری، اسرم، مامطیر، رودبست، تریجه، مهروان، اهلم، پای‌دشت، ناتل، کنو، شالوس (چالوس)، بیخوری، لمراسک، طمیش و به کوهستان کلار، رویان، نمار، کجویه، ویمه، شلنبه، وفاد، الجمه، شارمام، لارجان، امیدوارکوه، پریم و هزارگری.
ظهیرالدین مرعشی در کتاب تاریخ طبرستان و رویان و مازندران می‌نویسد: حد طبرستان از طرف شرقی دیناره‌جاری و از طرف غربی ملاط که آن قریه شهر هوسم که اکنون به فرضه روده‌سر اشتهارد دارد. حد مازندران از طرف شرقی بیشه انجدان می‌باشد و از طرف غربی ملاط می‌باشد. حد گرگان حالیا که به استرآباد مشهور است و اصلاً دهستان می‌گفتند شرقی دیناره جاری است که حد شرقی تمام طبرستان است و غربی انجدان که حد شرقی مازندران است. به گفتهٔ ظهیرالدین مرعشی مازندران بخشی از طبرستان است و سرزمین طبرستان، گرگان و مازندران هر دو را در بر می‌گرفت.

## جغرافیا
نوشهر در طول جغرافیایی ۵۱٫۳۰ درجه شمالی و ۳۶٫۳۹ درجه شرقی قرار دارد. شهرستان نوشهر از شمال به دریای مازندران، از جنوب به بخش بلده نور، رشته کوه‌های البرز، از شرق به شهرستان نور و از غرب به شهرستان چالوس متصل است. ارتفاع آن از سطح دریا ۲٫۹− متر است. نوشهر دارای سه شهر به نام‌های شهر نوشهر، شهر پول، شهر کجور، دو بخش مرکزی و کجور، شش دهستان به نام‌های خیروکنار، بلده کجور، کالج، پنجک رستاق، زانوس رستاق و توابع کجور است. بزرگ‌ترین بخش این شهرستان بخش کجور نام دارد که حدود دو سوم از خاک این شهرستان را شامل می‌شود.

### منطقه کجور
محدوده تاریخی کجور از شمال به دریای مازندران از غرب به رود چالوس از شرق به سولده (نور) و از جنوب به دره نور محدود می‌شود. منطقه کجور به همراه کلارستاق، لنگا، تنکابن، سختسر و هوسم بخشی از رویان کهن بود که بعدها رسمتدار نام گرفت. رویان کهن از نواحی غربی طبرستان محسوب می‌شده است.
در منابع قرن دهم تا پانزدهم نام کُجور به‌صورت کجه و کچه و کچو و کجو و کجویه ضبط شده است. نیما یوشیج تلفظ کجوری این واژه را کجو ذکر می‌کند و می‌افزاید کجو به معنای عام محل و ده است.

### سدها
سد آویدر سد خاکی آویدر در فاصله حدوداً ۳۰ کیلومتری شرق شهر نوشهر و در نزدیکی پارک جنگلی سیسنگان در استان مازندران قرار دارد. این سد و دریاچه پشت آن دریاچه در فاصله‌ای دور از دریا و در دل کوهستان قرار دارد که این امر سبب کاهش رطوبت هوا در این منطقه شده است. سد خاکی آویدر در حقیقت متعلق به اداره آبیاری منطقه است و دریاچه پشت سد نیز جهت تأمین آب مورد نیاز زمین‌های زراعتی منطقه ایجاد شده است.

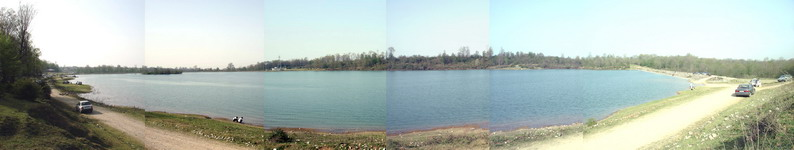
عکس تله که از ضلع جنوبی دریاچه انداخته شده است.

## مردم‌شناسی

### قومیت
مردم نوشهر از قومیت طبری هستند و ریشه در قوم باستانی  تپوری (به یونانی: Τάπυροι) دارند. شهرهای آمل، چالوس، کلار، سعیدآباد و رویان جزئی از سرزمین قوم تپوری بودند.

### جمعیت
براساس سرشماری سال ۱۳۹۵ جمعیت این شهر برابر با ۴۹٬۴۰۵ نفر جمعیت بوده است. مردم نوشهر به زبان طبری با گویش کجوری سخن می‌گویند.

### زبان
مردم نوشهر از قومیت طبری هستند و به زبان طبری به گویش کجوری صحبت می‌کنند.

### خطر انقراض قوم طبری
به گفته پژوهشگران آمار بالای طلاق، باروری کم، سالمندی و ازدواج پایین از مشکلات حوزه جمعیت در میان قوم طبری به ویژه طبری‌های مازندران محسوب می‌شود. پژوهشگران به روند پیری جمعیت قوم طبری اشاره نموده و بر لزوم توجه به سیاست جوانی جمعیت تأکید دارند. پژوهشگران خطر انقراض قوم طبری (مازندرانی) را در کشور خطر جدی می‌دانند. براساس غربالگری از ۴۳۰ هزار زوج طبری (مازندرانی) در سال ۱۴۰۱ حدود ۱۰ هزار زوج نابارور در مازندران شناسایی شدند.

## شهرداری و فرمانداری
شهرداری نوشهر در سال ۱۳۱۴ به دستور پهلوی اول تأسیس شد و فرمانداری نوشهر از ۱۳۲۵/۳/۱۵ تأسیس گردید و فعالیت خود را آغاز کرد.

## جاذبه‌های طبیعی و گردشگری
- تنگه همیشکّر
- جاده میره
- گرمو دره
- جنگل چالک
- غازبنن
- فرام کلی
- پارک جنگلی سیسنگان
- رودخانه و پل خیرود

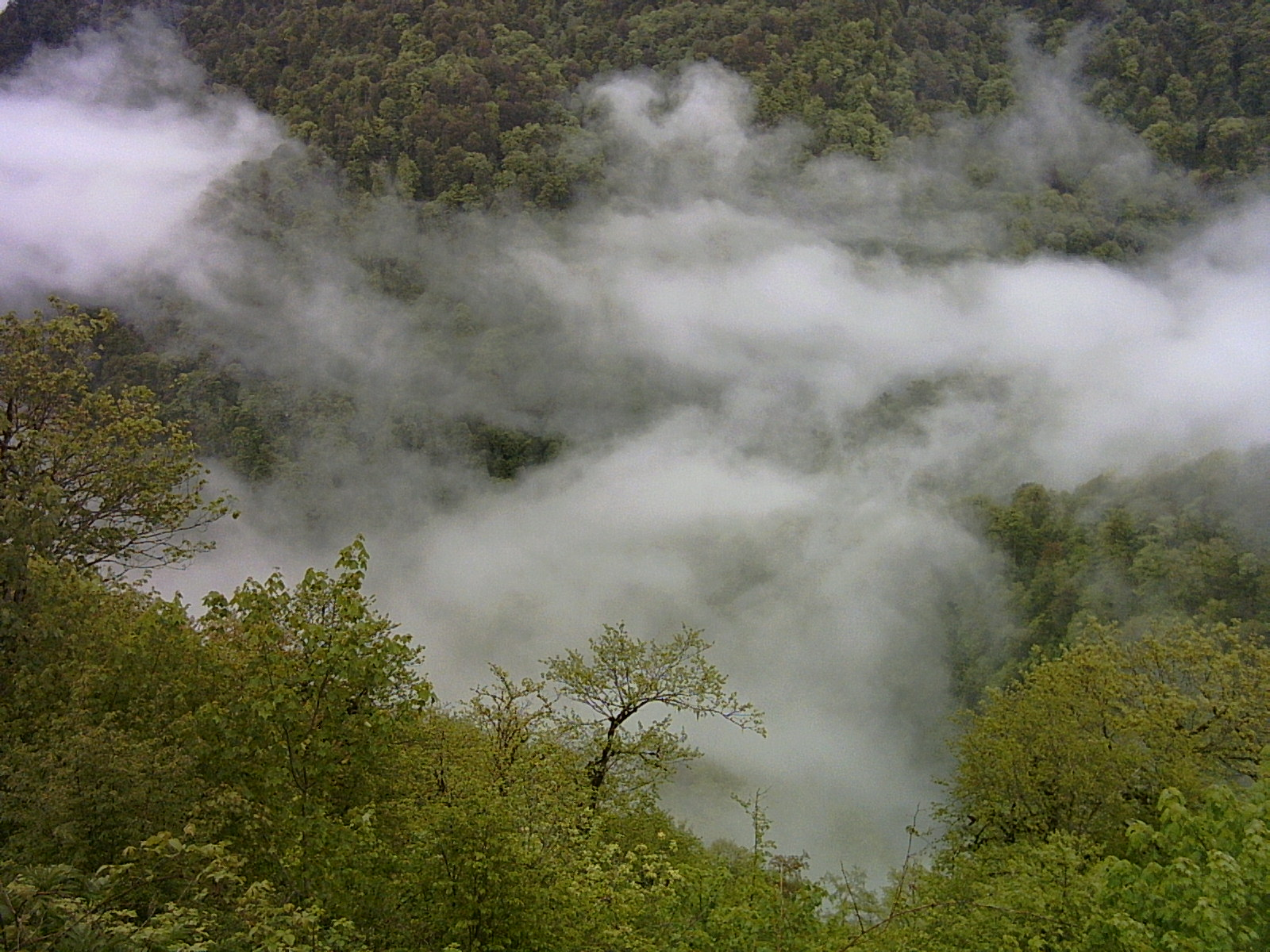
جنگل سیسنگان

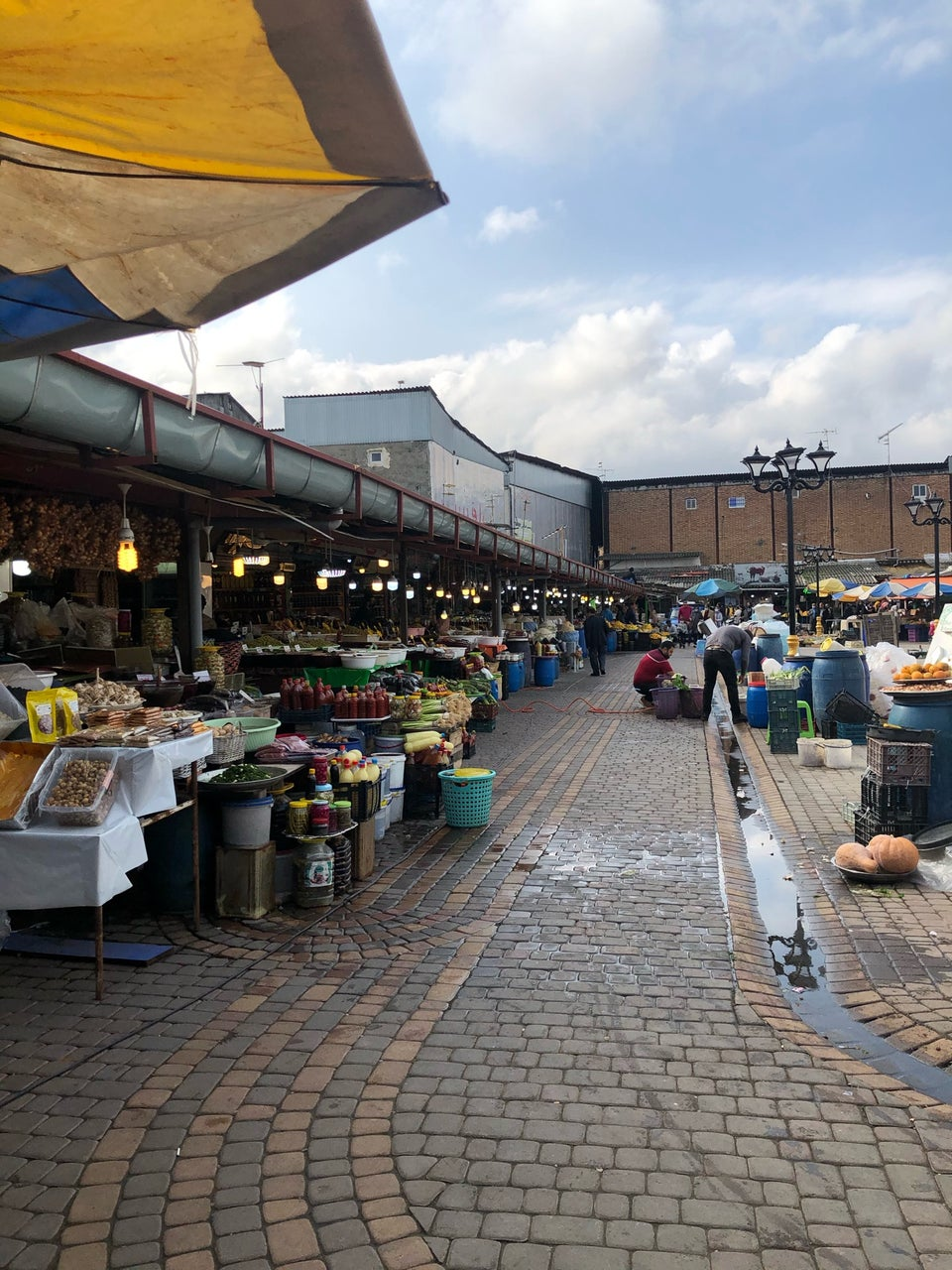
بازار نوشهر

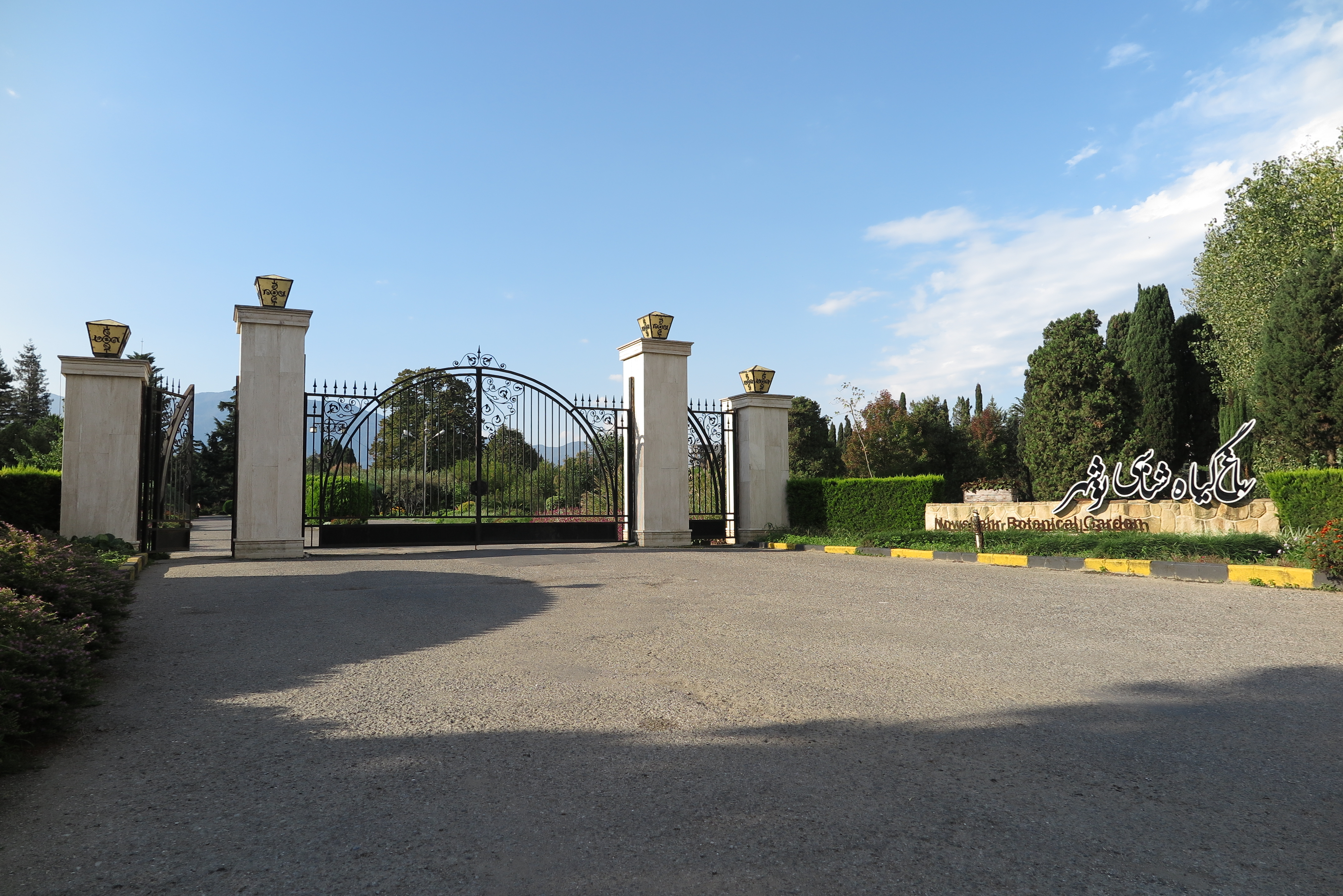
باغ گیاه‌شناسی نوشهر

- رودخانه و پل ماشلک (در ۱۴ مهرماه ۱۳۹۷ بر اثر سیل تخریب شد)[۶۵][۶۶]
- رودخانه و پل گردکل
- رودخانه و پل کورکرودسر
- و بسیاری رودخانه‌های کوچک و بزرگ دیگر
- جنگل سی‌سنگان
- آبشار چلندر
- روستای کندلوس[۶۷]
- روستای ییلاقی لرگان[۶۷]
- روستای زیبای حیرت
- دیو چشمه در روستای استانکرود
- چشمه گردو در روستای سنگ تجن
- جنگل خانیکان و آبشار زیبای خانیکان در روستای کوشکسرا
- سواحل زیبای نوشهر
- طبیعت زیبای روستای چلک علیا
- رودخانه خیررودکنار
- جاده معدن نوشهر
- دریاچه ارواح
- دریاچه فراخین
- آبشارهای دارنو
- دروازه قلب
- سد آویدر
- غارهای چلک
- تنگه دار
- آبشار «اوشارنو» اویل
- چشمه «گزناسن» اویل

## سوغات و صنایع دستی
سوغات خوراکی نوشهر محدود به برنج، چای، محصولات لبنی، انواع مربا، ماهی تازه و ترشیجات نمی‌شود. بلکه شیرینی‌های نوشهر در بین بسیاری از مسافران خوش‌نام هستند.
از خوشمزه‌ترین شیرینی‌های این شهر می‌توان به آغوز نان، پشت زیک، رشته برشته، قماق و برنجک اشاره کرد.
معروف‌ترین صنایع دستی نوشهر
- سوزن بافی
- لباس محلی
- جاجیم بافی
- گلیم بافی
- حصیر بافی
- نمد مالی
- قلاب بافی
- سفالگری
- لاک تراشی
- ترمه دوزی

## آثار تاریخی و مناطق دیدنی و تفریحی
- بندر نوشهر

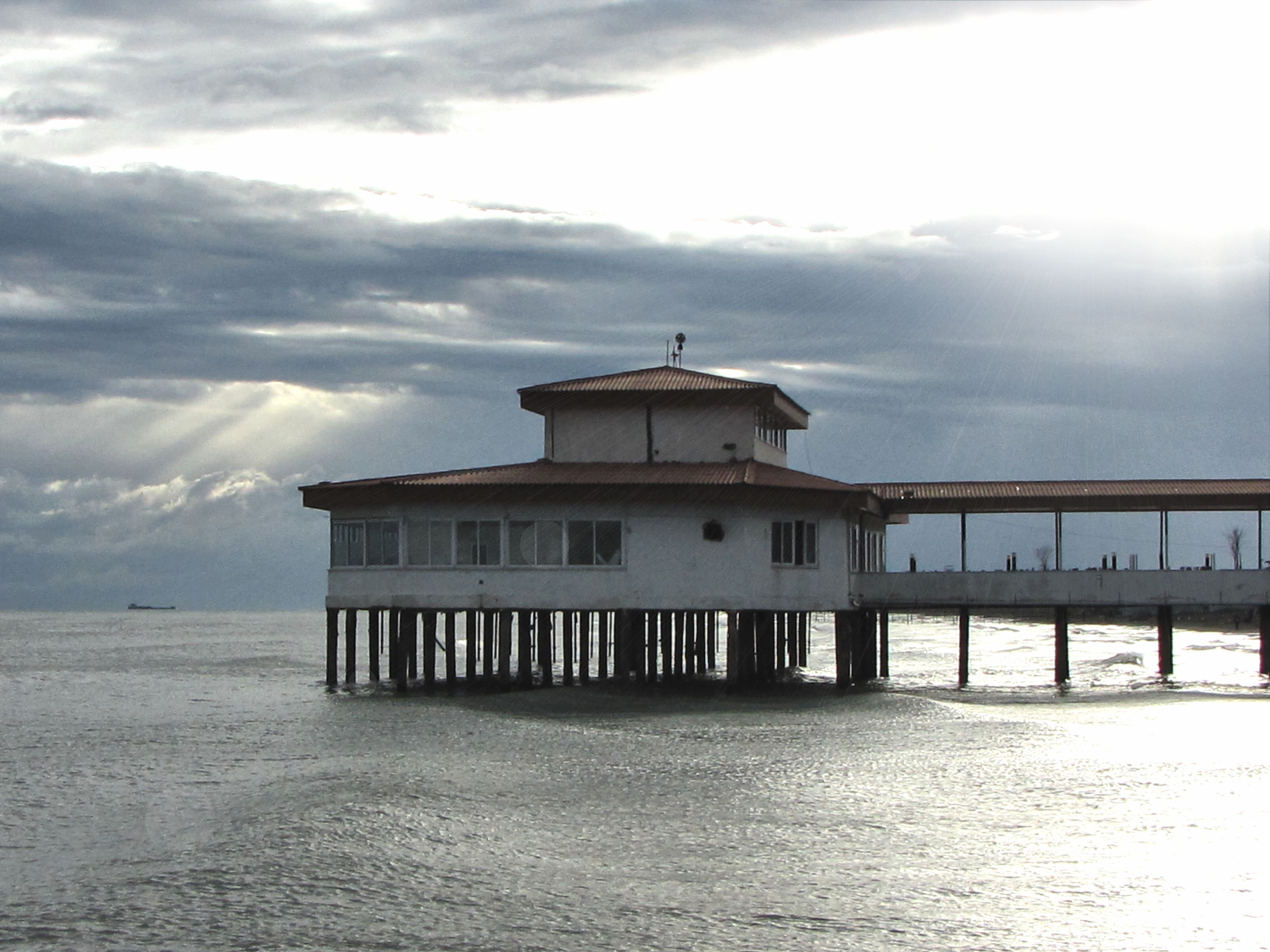
دریای نوشهر

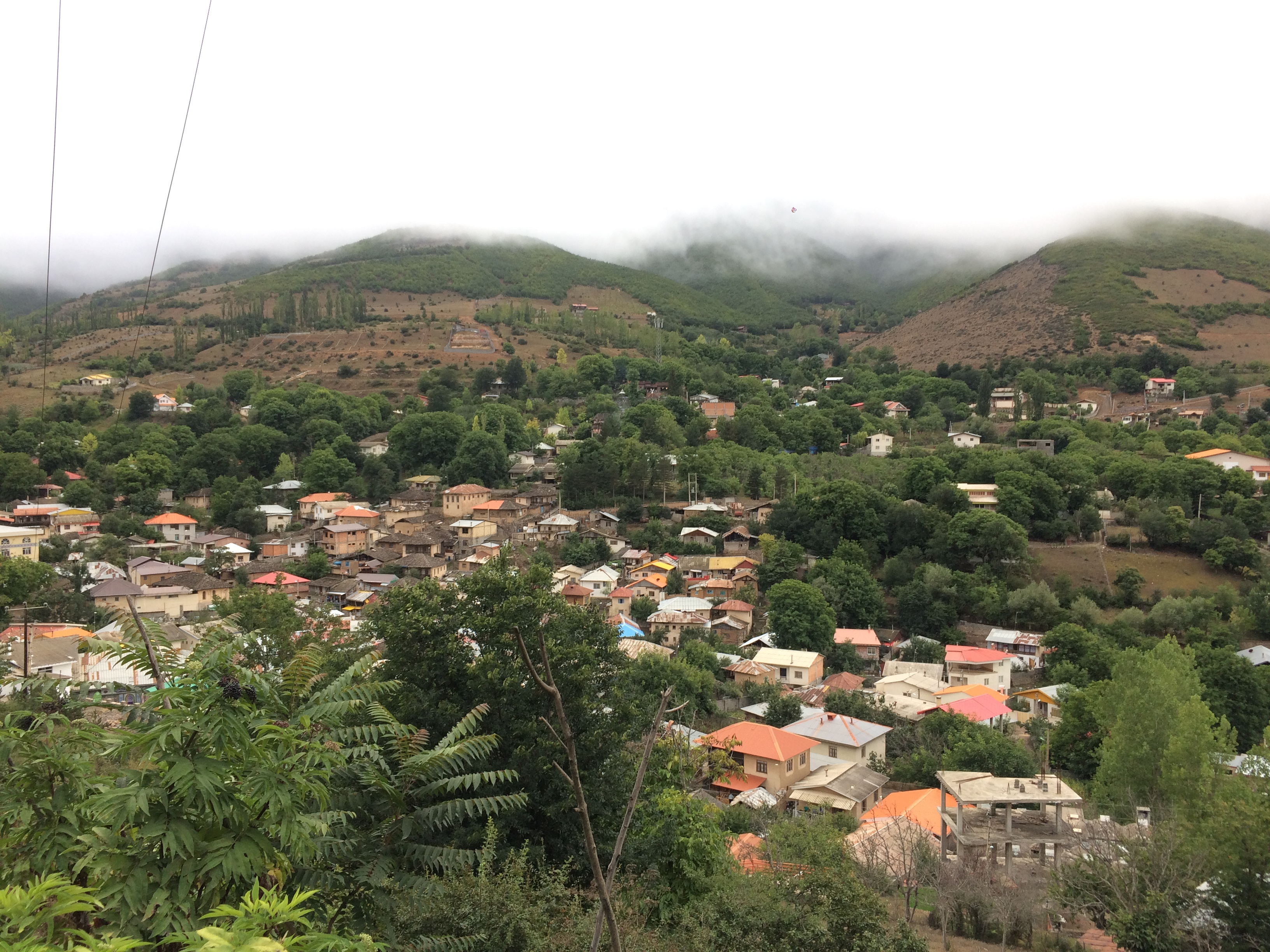
روستا و موزه کندلوس

- پلاژ شهرداری نوشهر با نام منطقه تفریحی و توریستی سیترا
- بازار روز نوشهر که شرایط خاص بنایی آن و همچنین بازار ماهی فروشان و نحوه فروش ماهی به سبک چوب زدن که در این بازار انجام می‌شود
- پیست کارتینگ، خیابان فرودگاه، باغ نوید[۶۹] و[۷۰]
- چشمه گردو چشمه گردو نام چشمه زلال با آب فراوان می‌باشد که در فاصله ۴ کیلومتری نوشهر در استان مازندران در محلی به نام روستای سنگ تجن (قدیمی‌ترین نام شهرستان نوشهر) واقع شده است. این چشمه پرآب‌ترین چشمه در منطقه غربی استان مازندران می‌باشد و به دلیل مناظر زیبای اطراف آن همه ساله پذیرای مسافران زیادی از اقصا نقاط کشور به این منطقه می‌باشد. این چشمه آب شرب دو شهرستان نوشهر و چالوس و روستاهای اطراف را تأمین می‌کند. شرکت آب و فاضلاب نوشهر، به دلیل جلوگیری از ورود آلودگی به آب شرب منطقه، اطراف این چشمه را محصور نموده و به نوعی حفاظت شده محسوب می‌گردد.
- قلعه ملک کیومرث
- موزه کندلوس
- آرامگاه درویش امیر
- امامزاده نوح
- آرامگاه امامزاده سید علی کیا سلطان
- دزد قلعه
- امامزاده محمد طاهر
- روستای حیرت
- غار چلک
- دیو چشمه
- دریاچه جنگلی خضر نبی: در روستای کجور با فاصله ۷۰ کیلومتر از نوشهر (طبیعی و دیدنی) شوسه و خاکی
- سوته قلعه کجور: روستای کجور کیلومتر ۷۰ نوشهر به کجور (بنای تاریخی)
- آرامگاه امامزاده سید محمد کیا سلطان درسر جار اویل
- قلعه سپرز (اسپیروز) در اویل کجور[۷۱]
- پارک جنگلی سی سنگان

## حمل و نقل

### بندر نوشهر

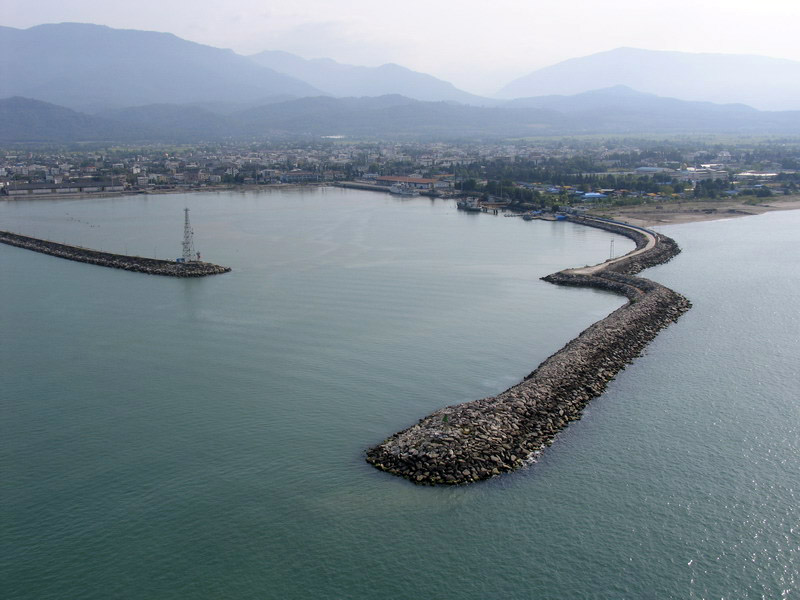
بندر نوشهر

بندر نوشهر یکی از مهم‌ترین بندرهای اقتصادی و تجاری ایران است که سالانه حجم زیادی کالا از طریق این بندر مبادله می‌شود. این بندر نزدیکترین بندر به پایتخت ایران (تهران) است و مجهز به خطوط هوایی است. ساخت بندر نوشهر در سال ۱۳۰۹ ه‍.ش توسط شرکت‌های بورورکس از هلند و آگرمن بلژیک آغاز و در سال ۱۳۱۸ ه‍.ش راه‌اندازی شد.
قطعات و ماشین‌آلات کارخانه ذوب آهن کرج اولین محموله‌ای بود که از طریق روسیه با یک کشتی تجاری به ظرفیت ۱۰۰۰ تن بارگیری و سال۱۳۱۸ ه‍.ش در بندر نوشهر تخلیه گردید. در هر سال حداقل ۵۰۰ فروند کشتی در این بندر تردد می‌کنند.
این بندر با مختصات جغرافیایی به طول۵۱ درجه ۳۶ دقیقه شرقی و عرض ۳۹ درجه و ۳۰ دقیقه شمالی یکی از بندرهای تجاری استان مازندران می‌باشد که پس از انقلاب ایران به یکی از مراکز مهم اقتصادی و مبادلات کالا از جمهوری اسلامی ایران به کشورهای حاشیه دریای مازندران مبدل شد. از نکات حائز اهمیت اینکه این بندر نزدیکترین بندر به مرکز کشور (تهران) نسبت به کلیه بندرهای کشور توسط جاده آسفالته و خطوط هوائی به مرکز کشور و سایر نقاط به ویژه استان گیلان در غرب و استان گلستان در شرق مرتبط می‌باشد. فاصله بندر نوشهر تا تهران ۲۰۰ کیلومتر است که با احداث آزاد راه بزرگ تهران شمال به ۱۲۰ کیلومتر تقلیل می‌یابد.

### فرودگاه نوشهر
فرودگاه نوشهر در سال ۱۳۳۲ به صورت یک باند خاکی ساخته شده و در سال ۱۳۶۲ ترمینال جدید در آن افتتاح شد، مساحت این فرودگاه ۵۸ هکتار است و با باندی به طول ۲۱۵۰ متر قابلیت پذیرش هواپیماهای متوسط پیکر را داراست. این فرودگاه از قابلیت تبدیل شدن به یک فرودگاه بین‌المللی برخوردار می‌باشد. در حال حاضر فرودگاه نوشهر دارای پروازهای هفتگی به تهران، مشهد، شیراز و اهواز می‌باشد. فرودگاه نوشهر در صورت سرمایه‌گذاری از ظرفیت توسعه بالایی برخوردار است.
در حال حاضر بزرگ‌ترین چالش برای فرودگاه سازه‌های غیرمجاز در حریم فرودگاه و حریم دریا می‌باشد که در اثر سهل انگاری شهرداری نوشهر و چالوس صورت گرفته است و در صورت مرتفع سازی در آینده می‌تواند برای فرودگاه مشکل ساز باشد.

فرودگاه نوشهر

### طرح توسعه راه‌آهن شمال
این طرح که در دست مطالعات است، به طول بیش از ۲۰۰ کیلومتر می‌باشد، با اجرایی شدن آن نقش مفیدی در توسعه گردشگری خواهد داشت، نه تنها غرب و مرکز مازندران را به یکدیگر متصل می‌کند، بلکه کریدور ترانزیتی مناسبی برای بندر نوشهر می‌گردد، از طرفی امکان سفر آسان‌تر مشهد برای غربی نشینان مازندران فراهم می‌کند. براساس این طرح شهرهای بابل، آمل، چمستان، نور، رویان، نوشهر و چالوس صاحب خط راه‌آهن می‌شوند.

## مراکز آموزشی

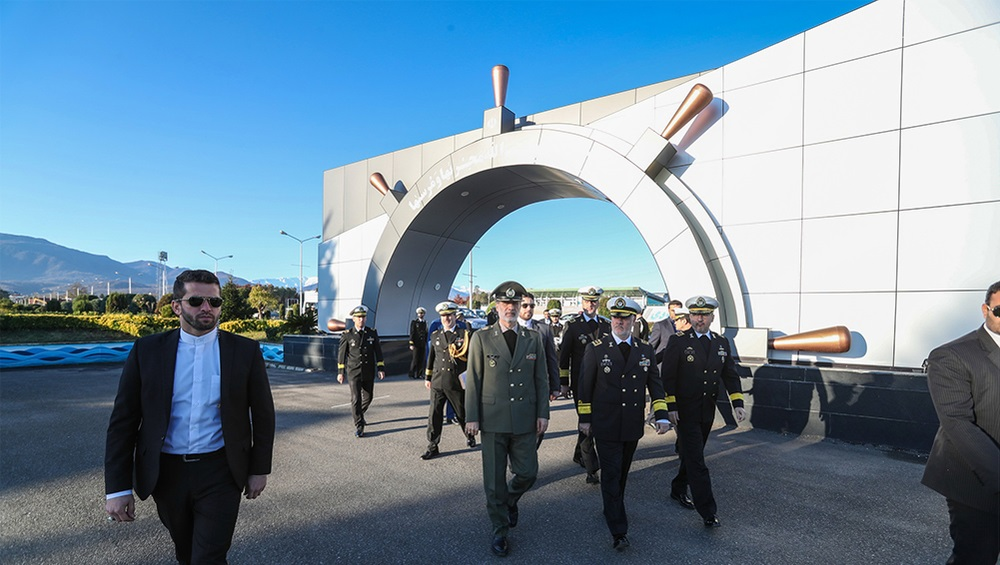
ورودی دانشگاه علوم و فنون دریایی نوشهر

دانشگاه علوم و فنون دریایی امام خمینی، دانشکده منابع طبیعی در روستای نجارده دانشگاه تهران و دانشکده میراث فرهنگی، صنایع دستی و گردشگری (دانشگاه مازندران) در این شهر واقع است. همچنین دانشگاه آزاد اسلامی واحد نوشهر، دانشگاه علمی کاربردی فرهنگ و هنر واحد ۲ مازندران، دانشگاه پیام نور، آموزشگاه بزرگ زبان طبرستان نوشهر و دانشگاه غیرانتفاعی مارلیک و همچنین پردیس هنر و معماری کمال الملک نیز در این شهر واقع است. دانشگاه علوم دریایی امام خمینی نوشهر یا دانشگاه علوم دریایی نوشهر، دانشگاه نظامی زیرمجموعه نیروی دریایی ارتش جمهوری اسلامی ایران است، که در سال ۱۳۶۰ تأسیس شد. این دانشگاه هم‌اکنون از ۶ دانشکده عرشه و فرماندهی کشتی، تفنگدار دریایی، مهندسی برق، مهندسی مکانیک، کمیسر دریایی و دانشکده علوم پایه، تشکیل می‌شود و هر ساله در مقاطع کارشناسی و کارشناسی ارشد دانشجو می‌پذیرد. دانشجویان کارشناسی این دانشگاه، با لباس نظامی و سردوشی، به دانشگاه وارد شده و همزمان با درس‌های رشته آموزشی خود، آموزش نظامی نیز می‌بینند، که پس از دانش‌آموختگی در مقطع کارشناسی، با درجه ناوبان دومی، فعالیت در نیروی دریایی ارتش را آغاز می‌نمایند.